# Стефан Бурджев
Стефан Бурджев е български политик от Българската социалистическа партия, народен представител в XLIV, XLVI и LI народно събрание до назначаването му за заместник-министър на земеделието и храните в правителството на Росен Желязков.

## Биография
Стефан Бурджев е роден на 14 юни 1986 г. в Плевен, България. Магистър по международни икономически отношения от Стопанската академия „Димитър Ценов“ в гр. Свищов и бакалавър по публична администрация от Варненския свободен университет „Черноризец Храбър“.